# عتيق إسماعيل
عتيق إسماعيل (بالفنلندية: Atik Ismail)‏ (و. 1957  م) هو لاعب كرة قدم، وسياسي، ومدرب كرة القدم، من فنلندا، ولد في هلسنكي، هو عضوٌ في تحالف اليسار، مركز لعبه هو مهاجم.

## وصلات خارجية
- عتيق إسماعيل على موقع الاتحاد الدولي (مؤرشف)  (الإنجليزية)
- عتيق إسماعيل على موقع الاتحاد الأوربي (الإنجليزية)
- عتيق إسماعيل على موقع قاعدة بيانات كرة القدم.إي يو (الإنجليزية)
- عتيق إسماعيل على موقع ناشيونال فوتبول تيمز (الإنجليزية)
- عتيق إسماعيل على موقع عالم كرة القدم.نت (الإنجليزية)
- عتيق إسماعيل على موقع IMDb (الإنجليزية)
- عتيق إسماعيل على موقع كينوبويسك (الروسية)